# NBER Macroeconomics Annual
NBER Macroeconomics Annual ist eine makroökonomische Fachzeitschrift. Sie ist das offizielle Organ der US-amerikanischen Forschungsorganisation National Bureau of Economic Research (NBER) und wird seit 1986 von der University of Chicago Press vertrieben.
Herausgeber der Zeitschrift sind die Ökonomen Daron Acemoğlu (MIT), Jonathan Parker (MIT) und Michael Woodford (Columbia). Zuvor waren Ben Bernanke, Olivier Blanchard, Mark Gertler, Kenneth S. Rogoff und Julio Rotemberg mit der Organisation der Zeitschrift betraut. Chairman des Editorial Boards ist John S. Clarkeson.
In einem Ranking des Vereins für Socialpolitik von 2008 erreichte es eine A-Bewertung.